# Jerzy Kaliszuk
Jerzy Kaliszuk (ur. 14 grudnia 1973 w Łasku) – polski historyk mediewista, dr hab. nauk historycznych, prof. IHN PAN.

## Życiorys
W 1997 r. ukończył studia historyczne na Uniwersytecie Warszawskim. Rozprawę doktorską, zatytułowaną „Historia Trium Regum” Jana z Hildesheimu a kult Trzech Króli w Polsce późnego średniowiecza i u progu czasów nowożytnych, obronił w 2003 roku na Wydziale Historycznym Uniwersytetu Warszawskiego. W latach 2003–2016 zatrudniony w Instytucie Informacji Naukowej i Studiów Bibliologicznych, a w latach 2004-2011 w zakładzie rękopisów Biblioteki Narodowej. Zastępca redaktora naczelnego czasopisma Z Badań nad Książką i Księgozbiorami Historycznymi w latach 2006-2016. W 2018 habilitacja z zakresu historii, na podstawie rozprawy: 'Codices deperditi'. Średniowieczne rękopisy łacińskie Biblioteki Narodowej utracone w czasie II wojny światowej (Dziedzictwo Kulturowe po Skasowanych Klasztorach, 8/1–3), t. 1–3, Wrocław 2016.(nagroda im. J. Lelewela I Wydziału PAN w 2018 r., nagroda im. S.K. Kuczyńskiego "Studiów Źródłoznawczych" w 2018 r.,  nagroda Prezesa Rady Ministrów w 2019 r.). Obecnie zatrudniony w Zakładzie Rękopisów w Instytucie Historii Nauki Polskiej Akademii Nauk. Członek zespołu Manuscripta.pl. Redaktor czasopisma "Analecta. Studia i Materiały z Dziejów Nauki"

## Udział w krajowych i międzynarodowych projektach badawczych
- Manuscripta.pl, A guide to medieval manuscript books in Polish collections[2]
- Medieval Latin Manuscript Books in Vilnius Collections we współpracy z dr Rūtą Čapaitė, The Lithuanian Institute of History, Vilnius oraz prof. dr. Jackiem Soszyńskim, Instytut Historii Nauki Polskiej Akademii Nauk

## Najważniejsze publikacje
- J. Kaliszuk, Mędrcy ze Wschodu. Legenda i kult Trzech Króli w średniowiecznej Polsce, Warszawa 2005.
- J. Kaliszuk, S. Szyller, Inwentarz rękopisów do połowy XVI wieku w zbiorach Biblioteki Narodowej, Warszawa 2012. Publikacja dostępna do pobrania w formie elektronicznej (PDF) ze strony księgarni Biblioteki Narodowej.
- J. Kaliszuk, ‘Codices deperditi’. Średniowieczne rękopisy łacińskie Biblioteki Narodowej utracone w czasie II wojny światowej (Dziedzictwo Kulturowe po Skasowanych Klasztorach, 8/1–3), t. 1–3, Wrocław 2016.